# Hesketh 308C
La Hesketh 308C è una monoposto sportiva di Formula 1 realizzata dal costruttore britannico Hesketh.

## Tecnica
La vettura era caratterizzata da un telaio monoscocca in alluminio e impiegava come propulsore un Ford Cosworth DFV 3.0 V8 gestito da un cambio manuale Hewland FGA 400 a 5 rapporti. Come pneumatici erano utilizzati dei modelli Goodyear.

## Attività sportiva
Corse gli ultimi due Gran Premi della stagione 1975 con James Hunt ottenendo un quinto posto a Monza ed un quarto a Watkins Glen. Nonostante i buoni risultati la vettura si dimostrò difficile da mettere a punto.
Dopo l'abbandono di Lord Hesketh e la vendita della sua scuderia, Walter Wolf recupererà due 308C e dopo alcune modifiche, le farà correre per la sua squadra rinominandole Wolf-Williams FW05.